# Kati de Almeida Braga
Maria do Carmo Nabuco de Almeida Braga (Rio de Janeiro, 23 de outubro de 1953) ou Kati de Almeida Braga é uma empresária brasileira do ramo financeiro e musical. É a primogenita do banqueiro Antônio Carlos de Almeida Braga e da empresária Vivi Nabuco. Ela é assim chamada em homenagem a sua avó materna, Maria do Carmo de Mello Franco Nabuco.
Trabalhou na Fundação Nacional de Artes (FUNARTE), e em empresas do pai, como Atlântica Seguros S.A e Bradesco Seguros, onde foi vice-presidente.
Kati foi indicada para suplente da Comissão Nacional de Incentivo à Cultura (CNIC) pela Associação Nacional de Música (ANC) e Associação Brasileira de Música Independente (ABMI). Junto com Olívia Hime é fundadora e proprietaria da gravadora voltada para MPB, a Biscoito Fino.

## Família
Na época que foi produtora teatral conheceu Gianni Ratto, com que foi casada e teve dois filhos: Antonia de Almeida Braga Ratto e Bernardo de Almeida Braga Ratto. Atualmente é casada com o José Arnaldo Rossi, com quem tem duas filhas.